# الگاسو (کالیفرنیا)
الگاسو، کالیفرنیا (به انگلیسی: Algoso, California) یک محدوده ثبت‌نشده در ایالات متحده آمریکا است که در شهرستان کرن، ایالت کالیفرنیا است.

## خصوصیات
الگاسو ۱۳۱ متر بالاتر از سطح دریا واقع شده‌است.